# Магнитное поле Луны

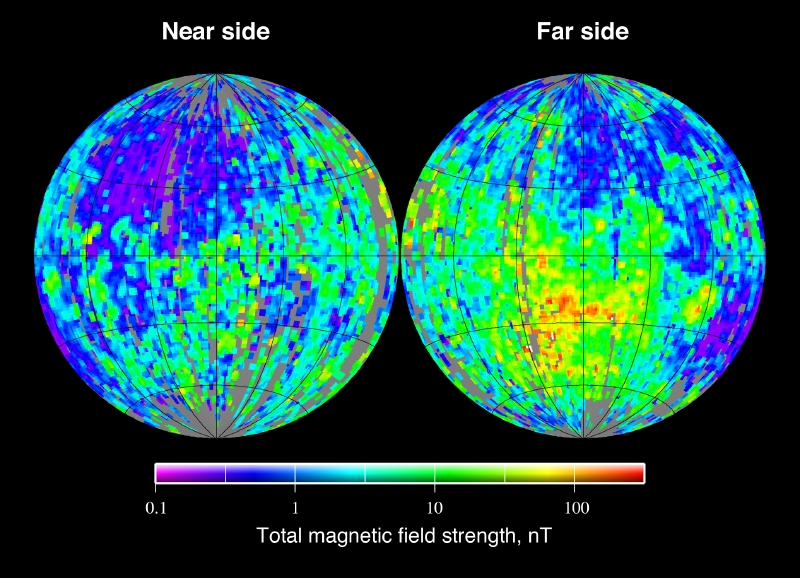
Карта магнитных полей Луны

Магнитное поле Луны активно изучается человеком. Луна лишена дипольного поля. Из-за этого межпланетное магнитное поле не замечает Луны, и магнитные линии свободно проходят сквозь спутник. Однако ещё в конце 1960-х — начале 1970-х гг. в результате доставки на Землю миссиями «Аполлон» и АМС «Луна-16», «Луна-20» и изучения образцов лунного грунта была установлена естественная остаточная намагниченность лунных пород.
На Луне обнаружено 2 типа магнитных полей: постоянные и переменные. Постоянные поля создаются от намагниченных пород поверхности. Они быстро меняются от одной точки к другой. А переменные поля возникают в недрах Луны из-за межпланетных магнитных полей.
Существовало две гипотезы о намагниченности Луны. Первая: магнитные поля возникают на поверхности в результате столкновения с другими космическими телами. Вторая: причиной магнитных полей спутника является то, что у Земли было жидкое ядро. Позднее появилась новая гипотеза: «протоземля» столкнулась с другой планетой и от неё оторвался кусок, который позже стал её спутником Луной.
Палеомагнитные исследования образцов лунного грунта, доставленных миссиями «Аполлон» и АМС «Чанъэ-5» показывают, что у Луны в прошлом, 4,2—3,5 млрд лет назад существовало собственное активное динамо, генерирующее её магнитное поле. Затем это динамо ослабло на порядок около 3,1 млрд лет назад, далее оставалось на низком уровне, вторично уменьшилось 1,5—1 млрд лет назад и окончательно исчезло не ранее 1 млрд лет назад. Палеомагнитные исследования образцов лунного грунта, впервые в мире доставленных АМС «Чанъэ-6» с обратной стороны Луны показывают, что лунное динамо позднее 3,1 млрд лет назад не оставалось постоянно на низком уровне, а, в частности, 2,8 млрд лет назад было более активным.